# Megalaimidae
- Commons
- Wikispecies

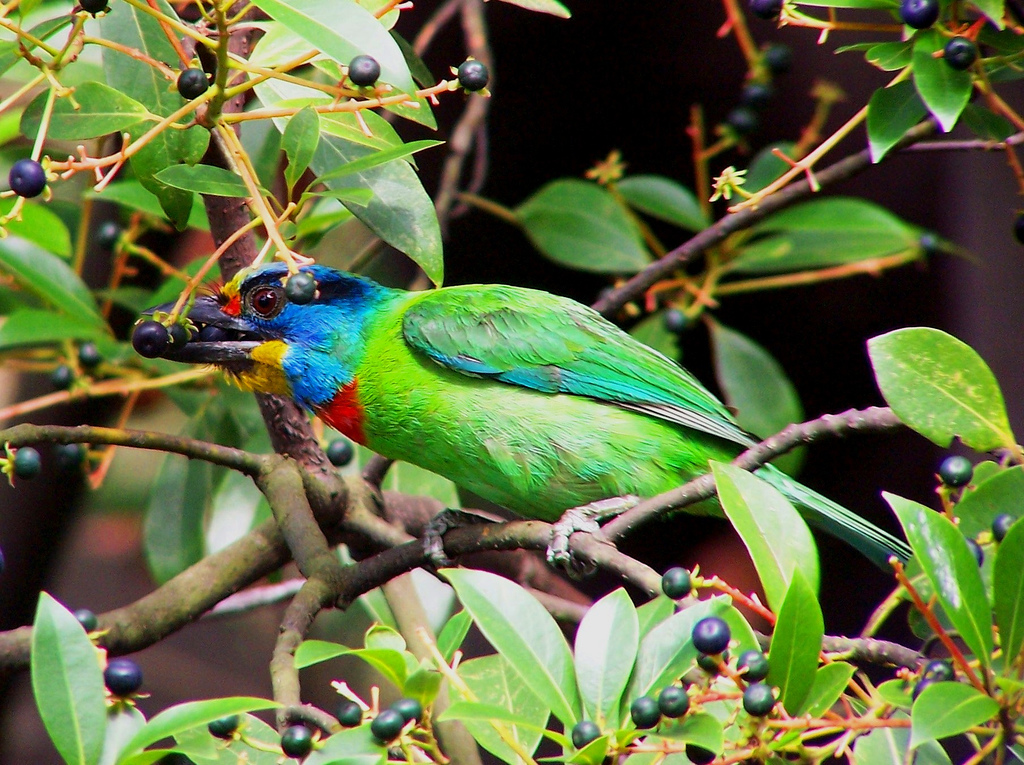
Psilopogon oorti se alimentando de um fruto

Megalaimidae é uma família de aves da ordem Piciformes que compreende 34 espécies tropicais encontradas na Ásia e conhecidos pelo nome genéricos de barbichas. ou barbudos
Anteriormente as espécies eram classificadas em três gêneros, Caloramphus, Megalaima e Psilopogon, mas estudos demonstraram que Psilopogon pode ser embutido no clado de Megalaima. Já que membros deste clado são melhor administrados sob um único gênero, foram movidos para o gênero Psilopogon, descrito e construído previamente a Megalaima e portanto escolhido com base no princípio de prioridade taxonômica. Atualmente, quase todos os membros da família pertencem ao gênero Psilopogon, com exceção de Caloramphus, pois se crê que divergiu do ancestral comum logo no início da história evolutiva — cerca de 21,32 milhões de anos atrás. Esta última espécie é distinta o suficiente para justificar a alocação na subfamília Caloramphinae.
O nome da família é derivado do gênero Megalaima, que significa "grande garganta", do grego mega (μέγας, "largo, grande") e laimos (λαιμός, "garganta").

## Sistemática
Subfamília Megalaiminae
- Gênero Psilopogon
  - Barbichas-bico-de-fogo, Psilopogon pyrolophus
  - Barbichas-grande, Psilopogon virens
  - Barbichas-de-crisso-vermelho, Psilopogon lagrandieri
  - Barbichas-de-cabeça-castanha, Psilopogon zeylanicus
  - Barbichas-raiado, Psilopogon lineatus
  - Barbichas-de-faces-brancas, Psilopogon viridis
  - Barbichas-de-orelhas-verdes, Psilopogon faiostrictus
  - Barbichas-de-garganta-castanha, Psilopogon corvinus
  - Barbichas-de-bochecha-vermelha, Psilopogon chrysopogon
  - Barbichas-de-coroa-vermelha, Psilopogon rafflesii
  - Barbichas-de-garganta-vermelha, Psilopogon mystacophanos
  - Barbichas-de-colar-preto, Psilopogon javensis
  - Barbichas-de-fronte-amarela, Psilopogon flavifrons
  - Barbichas-de-garganta-dourada, Psilopogon franklinii
  - Barbichas-de-laço, Psilopogon auricularis
  - Barbichas-de-sobrancelhas-pretas, Psilopogon oorti
  - Barbichas-indochinês, Psilopogon annamensis
  - Barbichas-chinês, Psilopogon faber
  - Barbichas-da-formosa, Psilopogon nuchalis
  - Barbichas-de-garganta-azul, Psilopogon asiaticus
  - Barbichas-de-kra, Psilopogon chersonesus
  - Barbichas-serrano, Psilopogon monticola
  - Barbichas-de-bigode-preto, Psilopogon incognitus
  - Barbichas-de-coroa-amarela, Psilopogon henricii
  - Barbichas-de-fronte-dourada, Psilopogon armillaris
  - Barbichas-de-nuca-dourada, Psilopogon pulcherrimus
  - Barbichas-de-orelhas-amarelas, Psilopogon australis
  - Barbichas-de-orelhas-azuis, Psilopogon duvaucelii
  - Barbichas-de-garganta-preta, Psilopogon eximius
  - Barbichas-cingalês, Psilopogon rubricapillus
  - Barbichas-malabar, Psilopogon malabaricus
  - Barbichas-ferreiro, Psilopogon haemacephalus

Subfamília Caloramphinae
- Gênero Caloramphus
  - Barbichas-fuliginoso, Caloramphus fuliginosus
  - Barbichas-pardo Caloramphus hayii